# 科斯塔氏线纹脂鲤
科斯塔氏线纹脂鲤，以巴西鱼类学家威尔逊·科斯塔命名。為輻鰭魚綱脂鯉目脂鯉亞目脂鯉科的其中一個種。分布於南美洲巴西北部的Cambiriba Stream, Balneário Guaíra, middle Contas River basin，體長可達5.0公分。该物种已并入维纳斯线纹脂鲤（Nematocharax venustus）。